# Chiesa di San Ponziano (Roma)

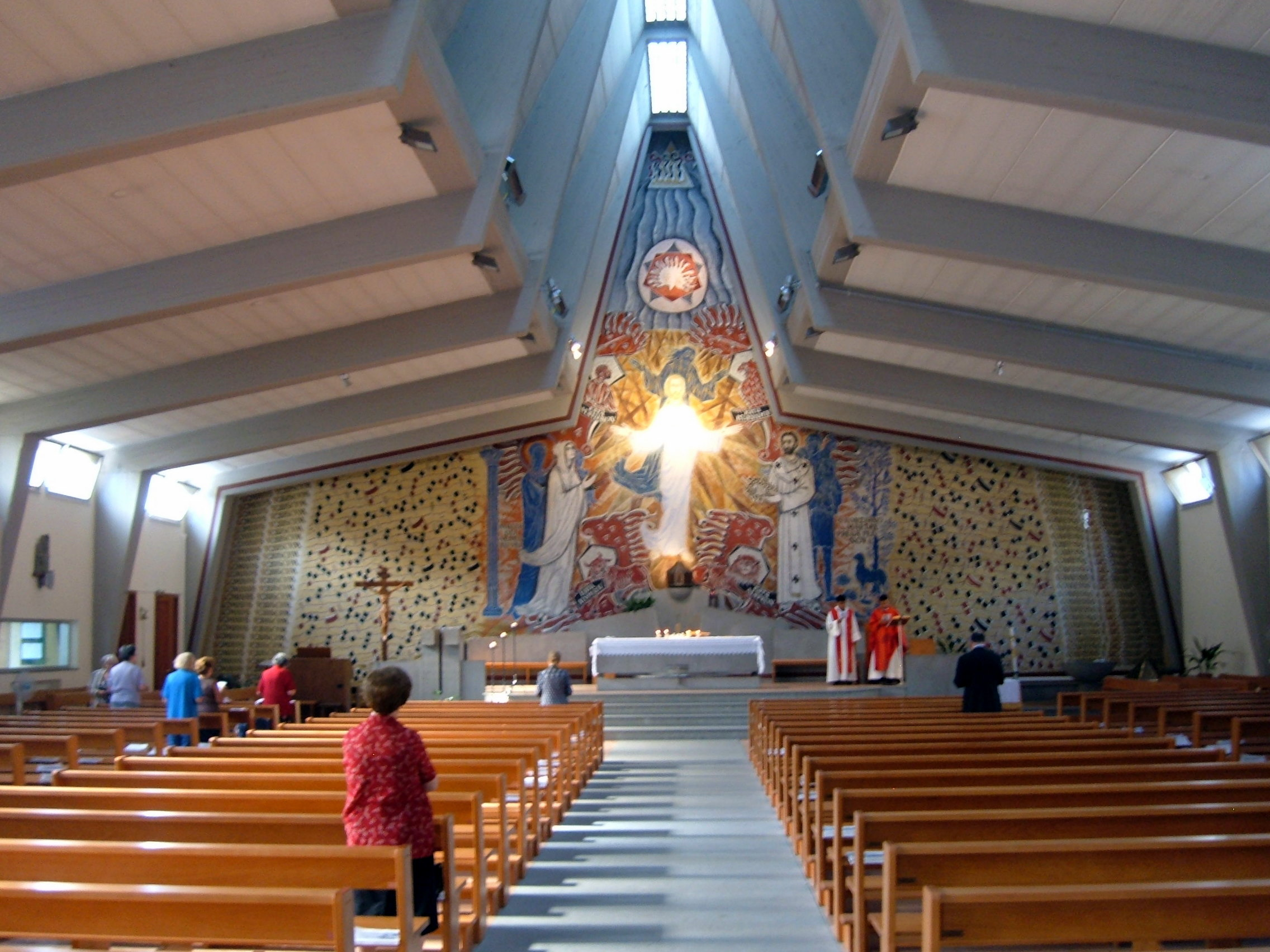
Interno della chiesa

La chiesa di San Ponziano è un luogo di culto cattolico di Roma, sede dell'omonima parrocchia, situato nel quartiere Monte Sacro Alto, in via Nicola Festa, 50.

## Storia
Dedicata al papa morto martire in Sardegna nel III secolo, fu costruita tra il 1970 ed il 1974 su progetto dell'architetto Giuseppe Russo Rocca.
La chiesa è sede parrocchiale, istituita il 3 febbraio 1963 con il decreto del Cardinale provicario Luigi Traglia "Paterna sollicitudine". Il 24 novembre 2007 è stata elevata alla dignità di diaconia da papa Benedetto XVI col titolo di "San Ponziano".
Il 2 maggio 1982 ha ricevuto la visita di papa Giovanni Paolo II: fu la prima chiesa visitata dal pontefice dopo l'attentato. Alcuni giorni prima, dei giovani lanciarono una bomba contro l'edificio all'esterno, per impedire che il papa vi si recasse.

## Descrizione
Esternamente l'edificio presenta una cuspide che da uno slancio ascensionale a tutta la struttura, ed assomiglia all'unione di due mani giunte in preghiera le cui dita possono vedersi nei costoloni in cemento armato che si innalzano verso il cielo.
L'interno è a pianta rettangolare ad un'unica navata, con la parte centrale del soffitto che si erge verso l'alto, ripetendo il motivo della facciata. Dal punto di vista artistico, la chiesa si caratterizza per la Via Crucis a rilievo in terracotta di Agatina Perrotta. E soprattutto per la parete di fondo del presbiterio interamente occupata da un graffito del sacerdote Ugolino da Belluno, realizzato nel 1994 e raffigurante Cristo risorto e benedicente.
Al centro della composizione è la figura di Cristo risorto con le braccia aperte e la tunica bianca; ai suoi lati i simboli dei quattro evangelisti. Sopra il Cristo è raffigurato lo Spirito Santo, immerso in sette rivoli d'acqua a rappresentare il dono dei sette sacramenti. Sopra lo Spirito Santo, al culmine di questa piramide ascensionale, è il Padre eterno rappresentato solamente dal tetragramma sacro ebraico a comporre la parola Jahvé. Ai due lati di Cristo sono raffigurati, a destra san Ponziano con in mano la corona del martirio, e a sinistra la Madonna con le mani tese verso il Figlio in atteggiamento orante. Chiudono la parete, a destra e a sinistra, alcuni elementi che richiamano le innovazioni liturgiche introdotte da papa Ponziano: il canto del salmo (rappresentato dalla ripetizione delle note tipiche del canto gregoriano), l'invocazione del Dominus vobiscum (Il Signore sia con voi) e la preghiera del Confiteor (Confesso a Dio onnipotente).